# Desafinado
Desafinado (Portugiesisch für verstimmt) ist ein Bossa-Nova-Titel des brasilianischen Komponisten Antônio Carlos Jobim aus dem Jahr 1958; den Text schrieb der Dichter und Pianist Newton Mendonça. Die Amerikaner Jon Hendricks und Jesse Cavanagh übersetzten den Text ins Englische, mit dem Titel Slightly out of Tune.

## Entstehungsgeschichte
Das Stück war eine ironische Antwort Jobims auf die Musikkritiker, die nach dem Hören der Single Chega de Saudade im Sommer 1958 der Ansicht waren, dass der Bossa-Nova insgesamt „verstimmt“ und keine Angelegenheit für laute Crooner sei. Das Stück wurde im Original sehr intim und leise vorgetragen. Es wurde von João Gilberto auf Single im November 1958 veröffentlicht (auf seinem Album Chega de Saudade dann 1959). Der Text enthält erstmals das Wort „Bossa-Nova“.

## Wirkungsgeschichte
Desafinado wurde bereits 1961 von Herbie Mann und von Herb Ellis aufgenommen.
1962 wurde Desafinado durch die Einspielung von Stan Getz und Charlie Byrd auf ihrem Album Jazz Samba sehr schnell zu einem Hit, wurde auch international bekannt und trug zum weltweiten Siegeszug der Bossa-Nova bei. Erste englische Vokalfassungen legten Pat Thomas und Ella Fitzgerald im selben Jahr vor; auch kam es 1962 noch zu Einspielungen von Herb Alpert, Dizzy Gillespie (mit Lalo Schifrin, Dizzy on the French Riviera), Coleman Hawkins und Quincy Jones. Für seine Version mit der Gruppe von Byrd erhielt Getz bei der Grammyverleihung 1963 die Auszeichnung als beste Jazz-Instrumentaldarbietung – Solist oder Kleingruppe. Seitdem wurde das Stück von zahlreichen Musikern interpretiert. Im Dezember 1962 veröffentlichte Peter Kraus eine deutsche Version des Liedes. Dabei wird das Wort Desafinado zwar nicht wörtlich gesungen, doch zur verstimmten Musik wird von einer leicht verstimmten Liebe berichtet, die zu zerfallen droht. Die 1969 aufgenommene Duo-Version von Jobim mit Crooner Frank Sinatra wurde zunächst nicht veröffentlicht.

## Weitere Aufnahmen
- Julie London – The End of the World  (1963)
- Antônio Carlos Jobim – The Composer of Desafinado, Plays (1963)
- João Gilberto, Stan Getz – Getz/Gilberto (1963)
- Frank Sinatra mit Antonio Carlos Jobim – The Complete Reprise Studio Recordings (1995) (aufgenommen 1969)
- Jula de Palma – Jula al Sistina (1970)
- Ella Fitzgerald – Ella Abraça Jobim (1981)
- Nina Persson – at MTV Classic 90's (1996)
- George Michael, Astrud Gilberto – Ladies & Gentlemen: The Best of George Michael (1998)
- Kenny G – Classics in the Key of G (1999)
- João Gilberto – João Voz e Violão (2000)
- Lisa Hannigan & Damien Rice – für den Film Goldfish Memory (2003)
- Toquinho – Tributo a Bossa Nova (2005)
- Seth MacFarlane (als Brian Griffin) – Family Guy: Live in Vegas (2005)
- Ana Belén, Pastora Soler, Lucrecia, Lolita Flores, Carmen Paris – Samba Pa Ti (Un Tributo A Brasil) (2006)